# Гришманов Іван Олександрович
Іван Олександрович Гришманов (нар. 17 жовтня 1906, село Татариново Осташковського повіту Тверської губернії, тепер Селіжаровського району Тверської області, Російська Федерація — 4 січня 1979, місто Москва) — радянський діяч, міністр промисловості будівельних матеріалів СРСР. Депутат Верховної Ради СРСР 6—9-го скликань. Член ЦК КПРС у 1961—1979 роках. Герой Соціалістичної Праці (15.10.1976).

## Біографія
Народився в селянській родині.
Трудову діяльність розпочав у 1924 році теслею ремонтно-будівельної контори в місті Осташкові. Потім працював на заводі імені Воровського в місті Ленінграді.
Член ВКП(б) з 1929 року.
У 1931—1936 роках — студент Ленінградського інституту інженерів комунального будівництва.
У 1936—1944 роках — виконроб, старший виконроб, головний інженер у будівельних організаціях міст Смоленська і Ленінграда.
У 1944—1949 роках — керуючий тресту «Псковбуд»; керуючий ленінградського тресту «Ленкіровотракторобуд», керуючий ленінградського тресту «Кіровбуд».
У червні 1949 — жовтні 1951 року — голова виконавчого комітету Кіровської районної ради депутатів трудящих міста Ленінграда.
У 1951—1955 роках — 1-й заступник голови виконавчого комітету Ленінградської міської ради депутатів трудящих.
У 1955 — січні 1956 року — заступник завідувача відділу будівництва ЦК КПРС.
У січні 1956 — січні 1961 року — завідувач відділу будівництва ЦК КПРС.
26 січня 1961 — 24 листопада 1962 року — голова Державного комітету Ради міністрів СРСР у справах будівництва (Держбуду СРСР). З листопада 1962 по січень 1963 року — 1-й заступник голови Держбуду СРСР.
22 січня 1963 — 2 жовтня 1965 року — голова Державного комітету з промисловості будівельних матеріалів при Держбуді СРСР — міністр СРСР.
2 жовтня 1965 — 4 січня 1979 року — міністр промисловості будівельних матеріалів СРСР.
Указом Президії Верховної Ради СРСР від 15 жовтня 1976 року за великі заслуги в розвитку промисловості будівельних матеріалів і в зв'язку з сімдесятиріччя з дня народження Гришманову Івану Олександровичу присвоєно звання Героя Соціалістичної Праці з врученням ордена Леніна і золотої медалі «Серп і Молот».
Помер 4 січня 1979 року. Похований на Новодівочому цвинтарі Москви.

## Нагороди і звання
- Герой Соціалістичної Праці (15.10.1976)
- три ордени Леніна (19.08.1958, 15.10.1966, 15.10.1976)
- орден Жовтневої Революції (25.08.1971)
- орден Трудового Червоного Прапора (16.10.1956)
- орден «Знак Пошани» (8.12.1942)
- медалі